# Taaltechnologie
Taaltechnologie is een interdisciplinaire tak binnen de kunstmatige intelligentie (artificial intelligence, AI) waarbij technologie wordt ingezet om menselijke taal te verwerken, te analyseren en te genereren. Binnen deze brede discipline valt onder andere de natuurlijke taalverwerking (in het Engels natural language processing, NLP), die zich specifiek richt op de computergestuurde verwerking van geschreven en gesproken taal. Taaltechnologie omvat toepassingen zoals spraakherkenning, tekstinterpretatie (bijvoorbeeld via part-of-speech tagging, syntactische parsing, lemmatisering), tekstgeneratie en spraaksynthese. Taaltechnologie bevindt zich op het snijvlak tussen taalkunde en informatica, en maakt gebruik van technieken uit het machinaal leren, diep leren en computationele taalkunde.
Computervertaling en automatische vertaling (Apertium, BabelFish, Bing Translator, DeepL Translator en Google Translate), grote taalmodellen (LLM's zoals GPT), automatische zoeksystemen (Google Zoeken), chatbots (ChatGPT) en sentiment- en emotieanalyse zijn toepassingen die zijn gebaseerd op taaltechnologie.
In Vlaanderen bestaat een opleiding Taaltechnologie aan de Vakgroep Vertalen, Tolken en Communicatie (UGent).